# Parafia Matki Boskiej Różańcowej w Dzierżążnie Wielkim
Parafia pw. Matki Bożej Różańcowej w Dzierżążnie Wielkim - parafia należąca do dekanatu Trzcianka, diecezji koszalińsko-kołobrzeskiej, metropolii szczecińsko-kamieńskiej. Została utworzona 21 czerwca 1957.  Siedziba parafii mieści się pod numerem 85.

## Miejsca święte

### Kościół parafialny
Kościół pw. Matki Bożej Różańcowej w Dzierżążnie Wielkim
Kościół parafialny został zbudowany w 1595 roku, dzwon z 1608, organy z XIX wieku, ołtarz i ambona z XVII wieku.

### Kościoły filialne i kaplice
- Kościół pw. Najświętszego Serca Pana Jezusa w Dzierżążnie Małym
- Kościół pw. Podwyższenia Krzyża Świętego w Gieczynku
- Kościół pw. św. Anny w Kocieniu Wielkim